# Ісса Ндоє
Ісса́ Ндоє́ (фр. Issa Ndoye; нар. 12 грудня 1985, Тієс) — сенегальський футболіст, воротар білоруського клубу «Славія-Мозир».

## Біографія
Виступав за команди «Мбахаан Тієс», «Жанна д'Арк», «Зоб Ахан». У 2009 році як вільний агент перейшов у «Волині», за яку дебютував 19 липня 2009 року в матчі проти овідіопольського «Дністра», в якому пропустив свій перший гол за нову команду, проте «Волинь» перемогла з рахунком 5-1.

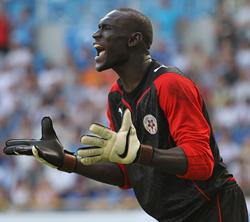
Ісса Ндоє під час виступів за «Волинь». 10 липня 2010 року.

У першому ж сезоні допоміг команді зайняти друге місце у Першій лізі, що дозволило клубу повернутись до найвищого дивізіону. Крім того, Іссу було визнано найкращим гравцем Першої ліги України сезону 2009/10. У 2010 році, в одному з інтерв'ю, головний тренер «Волині» Віталій Кварцяний назвав Ндоє найкращим голкіпером світу.
У сезоні 2012-13 виступав за німецький клуб «Гройтер», який того року виступав в Бундеслізі. Проте не зіграв за нього жодного матчу.
Це зумовило його перехід до французького клубу «Кретей», який грає в Лізі 2. Там в сезоні 2013-14 він провів 14 офіційних матчів, з них 10 в чемпіонаті.
У сезоні 2014/15 років грав за іранський футбольний клуб «Трактор Сазі», з яким став віце-чемпіоном Ірану.

### Кар'єра в збірній
Виступав за збірні Сенегалу U-16, U-17 і U-21. У складі національної збірної Сенегалу дебютував 21 листопада 2007 року в товариській грі проти збірної Марокко (0:3). Ісса замінив в перерві Тоні Сільву за рахунку 0:1 на користь суперників і у другому таймі пропустив два голи. Наступного року був включений до розширеного складу збірної Сенегалу на Кубок африканських націй 2008 року, проте в остаточну заявку не потрапив.
У 2013 році зіграв свій другий матч за збірну, знову вийшовши по перерві на заміну замість Шейха Н'Діає у грі проти збірної Замбії (1:1) і голів не пропускав.

## Досягнення
- Володар Кубка Ірану: 2009
- Срібний призер чемпіонату Ірану: 2009
- Срібний призер Першої ліги України: 2010
- Найкращий гравець Першої ліги України: 2010